# Opfershofen
Opfershofen (toponimo tedesco) è una frazione del comune svizzero di Bürglen, nel Canton Turgovia (distretto di Weinfelden).

## Storia

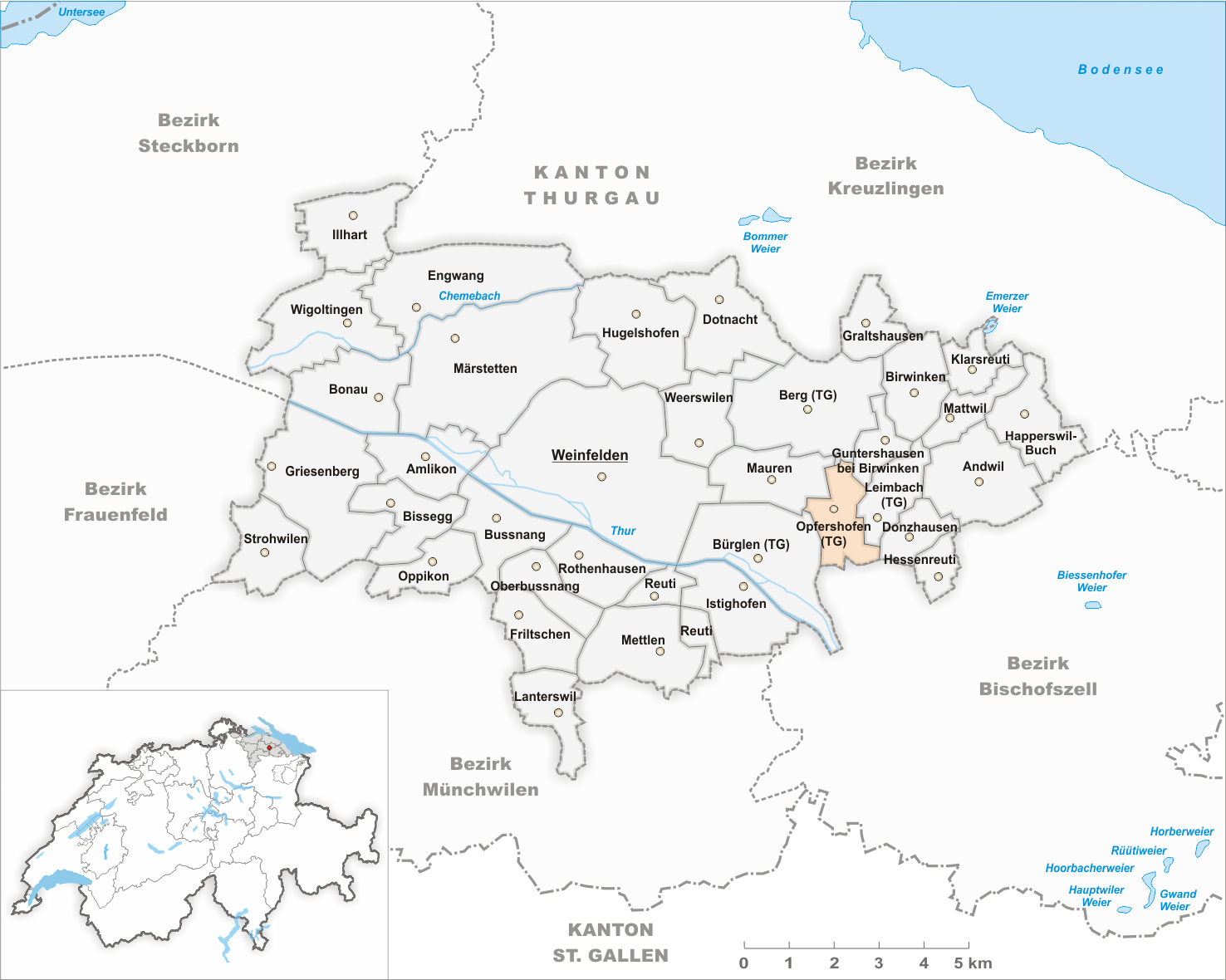
Il territorio del comune di Opfershofen prima degli accorpamenti comunali del 1995

Già comune autonomo (Ortsgemeinde) che nel 1812 aveva inglobato i comuni soppressi di Krummbach, Ober-Opfershofen e Uerenbohl, nel 1995 è stato aggregato al comune di Bürglen assieme agli altri comuni soppressi di Istighofen e Leimbach, tranne Uerenbohl assegnato al comune di Sulgen.

## Società

### Evoluzione demografica
L'evoluzione demografica è riportata nella seguente tabella (con Krummbach, Ober-Opfershofen e Uerenbohl):
Abitanti censiti

## Amministrazione
Ogni famiglia originaria del luogo fa parte del cosiddetto comune patriziale e ha la responsabilità della manutenzione di ogni bene ricadente all'interno dei confini della frazione.